# Richard Graf
Richard Graf (* 5. Mai 1967 in Wiener Neustadt) ist ein österreichischer Musiker (Gitarre, Piano, Komposition), der „sowohl in Jazz, Pop als auch in der Neuen Musik zuhause ist“ und eine Universitätsprofessur für Musikpädagogik innehat.

## Leben und Wirken
Graf hatte zunächst Klavierunterricht am Josef Matthias Hauer–Konservatorium der Stadt Wiener Neustadt. Auf dem Bundesoberstufenrealgymnasium machte er seine Matura im musikalischen Schwerpunkt. Von 1986 bis 1990 studierte er an der Universität für Musik und darstellende Kunst Wien Instrumentalpädagogik und Konzertfach Gitarre bei Walter Würdinger; er verfasste seine Abschlussarbeit über „Die E-Gitarre im Instrumentalunterricht“. Daneben studierte er Neue Musik und Komposition bei Diether de la Motte (Diplom mit Auszeichnung 1993), um
dann ein Jahr am Berklee College of Music in Jazz-Theorie, Arrangement, Filmmusik und Jazzgitarre zu vertiefen; in dieser Zeit nahm er Unterricht bei Joe Diorio und Workshops mit Tuck Andress und Mick Goodrick.
Als Theatermusiker war er ab 1990 an der Volksoper Wien und am Burgtheater. Als Interpret betrieb er ein Gitarrenduo mit Richard Filz (Album Rich Art: Contemporary Classical Guitar 1997). Auch begleitete er Musiker wie Bill Ramsey, The Platters und Gus Backus. Seit 2002 spielt er gemeinsam mit Jon Sass und Richard Filz im Richard Graf Trio. Er gehörte zum NewTon Ensemble und dem Ensemble XX Jahrhundert.
Für Auftraggeber wie das Göttinger Symphonie Orchester, das Wiener Glasharmonika Duo, das Weber Trio Wien oder die Vienna Five schrieb er Kompositionen mit den Schwerpunkten Kammermusik, Computermusik und Chormusik. Weiterhin komponierte er kammermusikalische Werke für verschiedene Besetzungen. Weil er den Parameter Klangfarbe für ausgeschöpft hält, konzentriert er sich in seinen Werken vorrangig „auf die Erforschung von Klangfarbe und Rhythmus, um zu Ungewöhnlichem zu finden, und nutzt dazu gerne auch elektronische Mittel“. Sein kammermusikalisches Werk Ursachen und Nebenwirkungen wurde 2005 auf dem Album The Next Generation veröffentlicht, Take five, six, seven auf dem Album Bolling! von Marialena Fernandes & friends (Extraplatte 2012).
Graf verfasste mit Barrie Nettles das (auch auf Englisch vorliegende) Buch Die Akkord-Skalen-Theorie und Jazz-Harmonik (Advance Music 1997), das als musiktheoretisches Standardwerk gilt und international in der Universitätsausbildung eingesetzt wird. 2005/2006 war er als Assistenzprofessor an der University of Southern California tätig. Seit 2017 leitet er die Masterstudien Musikpädagogik an der Jam Music Lab – Privatuniversität für Jazz und Popularmusik Wien, unterrichtet Komposition, Kompositionspädagogik und Gitarre. 2019 bis 2021 war er dort Dekan für Musikpädagogik. Seit 2021 ist er  Vizerektor für Lehre und Digitalisierung und seit 2022 Universitätsprofessor für Musikpädagogik/IGP.
Zehn Jahre lang leitete Graf bis 2019 die Interessengemeinschaft Niederösterreichische KomponistInnen; er ist im Vorstand des Österreichischen Komponistenbundes. Auf seine Initiative gehen unter anderem die Tage der neuen Musik und der Max Brand Kompositionspreis zurück. Das von ihm 2012 gegründete Max Brand Ensemble, das unter künstlerischer Leitung von Christoph Cech und ihm zeitgenössische Kompositionen aufführt, war an Michael Mantlers ECM-Album Comment c’est (2017) beteiligt.

## Preise und Auszeichnungen
Graf erhielt 1993 den Würdigungspreis des Bundesministeriums für Wissenschaft und Forschung für besondere künstlerische Leistungen und errang den 2. Preis beim Jazzwettbewerb in Fullerton/USA 1995. 1998 wurde er mit dem Theodor-Körner-Preis für Wissenschaft und Kunst in der Sparte Komposition ausgezeichnet. 1999 erhielt er den Kulturpreis des Landes Niederösterreich für Musik.